# SEAT Ronda
De SEAT Ronda van de Spaanse autofabrikant SEAT is een vijfdeurs hatchback in de compacte klasse, die vanaf medio 1982 tot eind 1986 met gewijzigde vorm en herziene motoren als opvolger van de SEAT Ritmo werd gebouwd.

## Geschiedenis
De SEAT Ronda was een gerestylde SEAT Ritmo die op zijn beurt was afgeleid van de Fiat Ritmo. De uiterlijke wijzigingen waren getekend door Rayton Fissore en Tom Tjaarda. In 1983 oordeelde de Arbitragekamer van Parijs (na de bittere breuk tussen Fiat en SEAT) dat de verschillen tussen die auto's belangrijk genoeg waren om de Ronda niet als een gerebadgede Ritmo te beschouwen. De meest zichtbare uiterlijke verschillen tussen een Ritmo en een Ronda zijn rechthoekige koplampen op de Ronda in plaats van de ronde op de Ritmo, verschillende achterlichten en deurgrepen. Mechanisch gezien waren er ook enkele kleine verschillen, voornamelijk vanwege het gebruik van in Spanje gebouwde motoren en andere onderdelen.
Het interieur was comfortabeler dan dat van de originele Ritmo, met een ander dashboard met een completere instrumentatie. De stoelen waren dieper en comfortabeler, terwijl de deurpanelen werden verbeterd en de geluiddemping werd verhoogd. De in Spanje geproduceerde versnellingsbak was alleen beschikbaar met vijf versnellingen.
Het model werd op 22 april 1983 op de Nederlandse markt geïntroduceerd door de toenmalige importeur Nibhart Car uit Sassenheim. De allereerste Ronda in Nederland werd door de fabriek overhandigd aan eigenaar en SEAT dealer Sam van Lingen in Haarlem.
Het Nederlandse programma omvatte aanvankelijk de volgende modellen:
- SEAT Ronda 1.2 met 1188 cc en 47 kW (64 pk), topsnelheid 145 km/u
- SEAT Ronda 1.6 met 1577 cc en 68 kW (92,5 pk), topsnelheid 170 km/u
- SEAT Ronda 1.7 D met 1714 cc en 41 kW (56 pk), topsnelheid 140 km/u

Reeds in oktober 1984 bracht SEAT een herziene versie uit met een in samenwerking met Porsche ontwikkelde nieuwe versnellingsbak en een serie nieuwe benzine motoren: de zogenaamde System Porsche motoren. Daarom droegen de nieuwe modellen ook de P (van Porsche) in de typeaanduiding en hadden ze een P op de beide zijkanten:
- SEAT Ronda P 1.2 met 1193 cc en 46 kW (63 pk), topsnelheid 148 km/u
- SEAT Ronda P 1.5 met 1461 cc en 62,5 kW (85 pk), topsnelheid 166 km/u
- SEAT Ronda P Crono 2.0 met 1995 cc en 88 kW (120 pk), topsnelheid 190 km/u.

Deze laatste versie is in Nederland nooit geleverd. Tevens hadden deze motoren electronische ontsteking en een elektronisch geregelde carburateur en choke. De dieselmotor bleef ongewijzigd.
In het voorjaar van 1985 verscheen de op de Ronda P gebaseerde vierdeurs sedan Malaga met eveneens System Porsche motoren.
Eind 1986 werd de productie van de SEAT Ronda P stopgezet. De Malaga nam de positie van de Ronda P over, waardoor in het programma van SEAT geen compacte hatchback meer leverbaar was. Pas in het najaar van 1999 werd met de SEAT Leon, die op de VW Golf was gebaseerd, weer een voertuig van dit type toegevoegd aan het modellengamma.

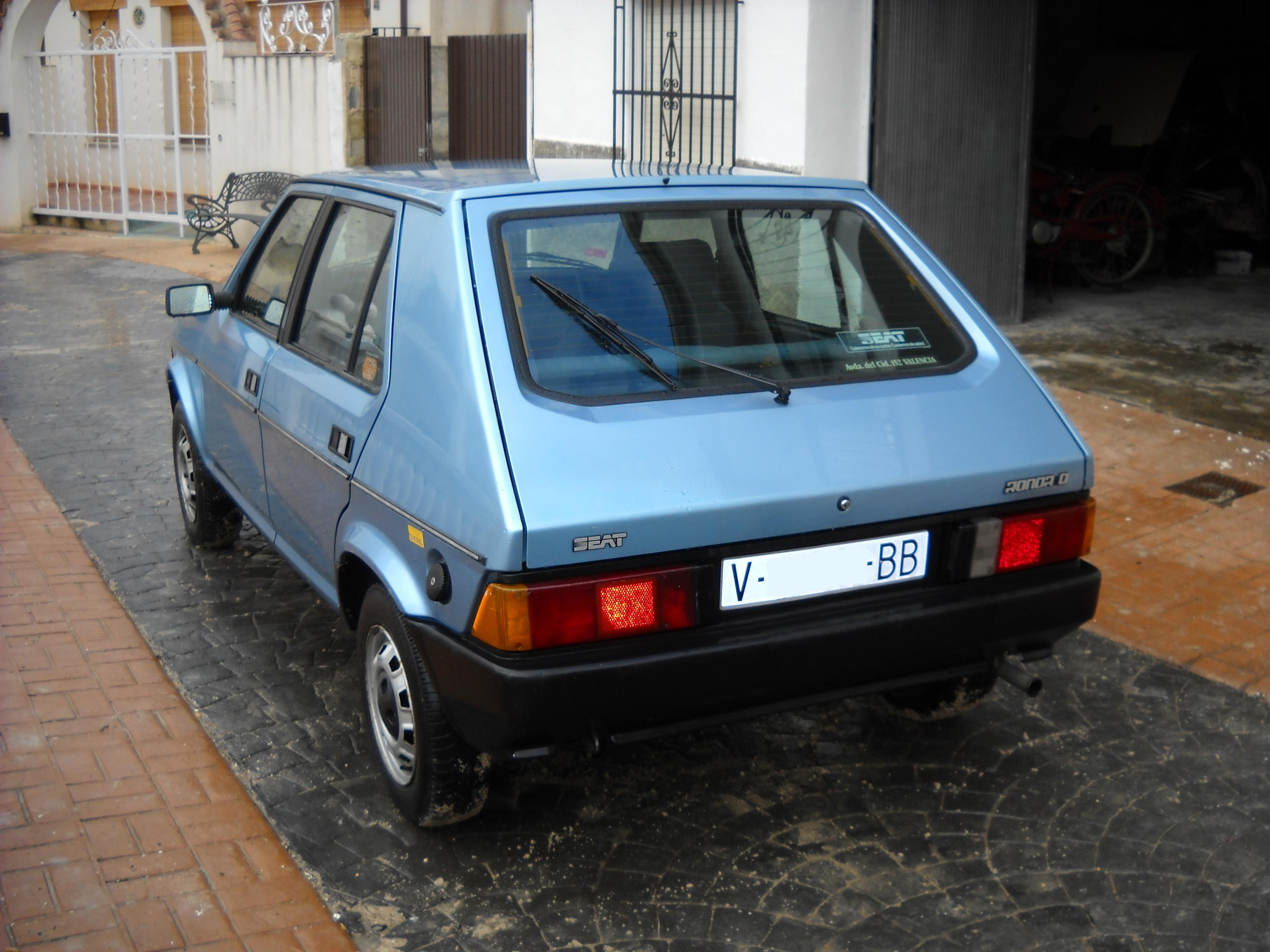
achteraanzicht

Huidige modellen:
Ibiza · 
Arona ·
Leon ·  
Ateca ·
Tarraco
Oudere modellen:
600 · 
850 · 
1200 · 
1400 · 
1430 · 
1500 · 
124 · 
127 · 
128 · 
131 · 
132 · 
133 · 
Ritmo · 
Ronda · 
Fura · 
Málaga · 
Panda · 
Marbella · 
Terra · 
Inca · 
Arosa · 
Córdoba · 
Toledo · 
Altea (XL) · 
Exeo · 
Alhambra ·
Mii